# Reginald MacGregor Archibald
Pour les articles homonymes, voir Archibald.
Reginald MacGregor Archibald, né le 2 mars 1910 à New York et mort le 10 mai 2007 à Rochester (Minnesota) est un médecin endocrinologue américain. Il est connu pour avoir donné son nom au signe d'Archibald, une particularité anatomique de la main et pour son activité criminelle de prédateur sexuel au Rockefeller Institute de New York.

## Biographie
Il est le fils d'Ebenezer Henry Archibald (1873-1947) et de Mary Jane Archibald (1880-1973). L'essentiel de sa carrière de médecin, chercheur et enseignant universitaire se déroule au Rockefeller University Hospital de New York de 1941 à 1946 puis de 1948 à 1980, avec une interruption de deux ans, de 1946 à 1948 où il exerce au Johns-Hopkins Hospital. Il  conserve son affiliation à l'université Rockefeller comme professeur émérite jusqu'en 1987.
Bien que reconnu par ses pairs pour son activité scientifique, Reginald Archibald doit l'essentiel de sa notoriété à son activité criminelle de prédateur sexuel, que l'institution qui l'employait a longtemps cherché à dissimuler.

## Travaux
- (en) Archibald RM, Finby N et De Vito F, « Endocrine significance of short metacarpals », J Clin Endocrinol Metab, vol. 19,‎ octobre 1959, p. 1312-22 (DOI 10.1210/jcem-19-10-1312)